# حبس المحورانية

طائرة ذات محورانية مقفلة. عندما يتم محاذاة محورى الانحراف (الأخضر) والانعراج (الأرجواني)، يتطابق محور الدوران (الأزرق) والانعراج معاً وينطبق نفس الدوران لأى منهما على الطائرة.(صارت المحورانية ببعدين بلاً من ثلاثة)

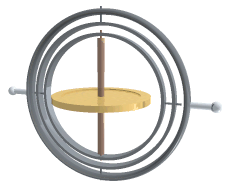
يمكن أن تؤدي إضافة محور دوران رابع إلى حل مشكلة قفل ذات المحورين، ولكنها تتطلب دفع الحلقة الخارجية بشكل نشط بحيث تظل 90 درجة خارج المحاذاة مع المحور الداخلي (عمود الحدافة). بدون القيادة النشطة للحلقة الخارجية، يمكن محاذاة جميع المحاور الأربعة في مستوى كما هو موضح أعلاه، مما يؤدي مرة أخرى إلى قفل المحورانية وعدم القدرة على التدحرج.

قَفْل ذَاَتِ اَلْمِحْوَرَيْنِ أو «حَبْسْ اَلْمِحْوَرَاَنِيَّةِ» (بالإنجليزية: Gimbal lock)هو فقدان درجة واحدة من الحرية (:الحركة) في آلية ثلاثية الأبعاد ثلاثية المحاور تحدث عندما يتم دفع محورين من المحاور الثلاثة إلى التطابق، ويتم «قفل أو حبس» النظام في بعدين فقط (صار النظام يتحرك في محورين فقط).
كلمة «قفل» مضللة: لا يوجد تقيد للمحاور. حيث لا يزال بإمكان جميع المحاور الثلاثة الدوران بحرية في اتجاهاتها. ومع ذلك فبسبب تطابق أو توازى محورين، لا يوجد متاح لاستيعاب الدوران حول محور واحد.

## المحورانية (Gimbals)
المحورانية عبارة عن حلقة معلقة حتى تتمكن من الدوران حول محور. عادةً ما تكون المحاور متداخلة مع بعضها ليتسنى لها الدوران حول محاور متعددة.
تظهر في الجيروسكوبات ووحدات قياس القصور الذاتيِّ للسماح لمحاور الداخلية بالبقاء ثابتةً بينما تتحرك المحاور الخارجية في أي اتجاه.وتساعد الأشياء الموجودة في الحدافة والبوصلات على البقاء منتصبة. يتم استخدامها أيضاً لتوجيه الدافعات إلى الصواريخ.
تتصرف بعض أنظمة الإحداثيات في الرياضيات كما لو كان هناك محاور حقيقية تُستخدم لقياس الزوايا، ولا سيَّما زوايا أويلر.
بالنسبة لحالات ثلاثة محاور متداخلة أو أقل، لا مفر من حدوث «حبس المحورانية» في نقطة ما في النظام بسبب خصائص مساحات التغطية (الموضحة أدناه).

## في الهندسة
في حين أن محورين فقط يتسببان في «قفل المحورانية»، فإن المحاور الميكانيكية العملية تواجه صعوبات بالقرب من تلك الاتجاهات. عندما تكون محورانية (نظام محاور) قريبة من حدوث قفل، فإن دوران المحورانية بدرجات صغيرة يتطلب حركات كبيرة من المحاور المحيطة. على الرغم من أن النسبة لا نهائية فقط عند نقطة قفل المحورانية، فإن السرعة العملية وحدود التسارع للمحور — بسبب القصور الذاتي (الناتج عن كتلة كل حلقة من المحورانية)، أو احتكاك المحمل، أو مقاومة تدفق الهواء أو السوائل الأخرى المحيطة بالمحورانية (إذا لم تكن في فراغ)، وعوامل فيزيائية وهندسية أخرى — تحد من حركة المنصة بالقرب من تلك النقطة.

### في بعدين (2D)
يمكن أن يحدث «حبس المحورانية» في أنظمة تتكون من درجتيّ حرية مثل المزواة مع تناوب عن السمت والارتفاع في بعدين. يمكن لهذه الأنظمة قفل في سمت الرأس وسمت القدم، لأن السمت في تلك النقاط غير محددة جيداً، والدوران في اتجاه السمت لا يغير الاتجاه المزواة.

### في ثلاثة أبعاد

محورانية ب 3 محاور دوران. مكونة من ثلاثة محاور مثبتة معًا للسماح بثلاث درجات من الحرية: التدحرج والدوران والانعراج. عندما يدور محورين حول نفس المحور (أى يتطابقان)، يفقد النظام درجة واحدة من الحرية.

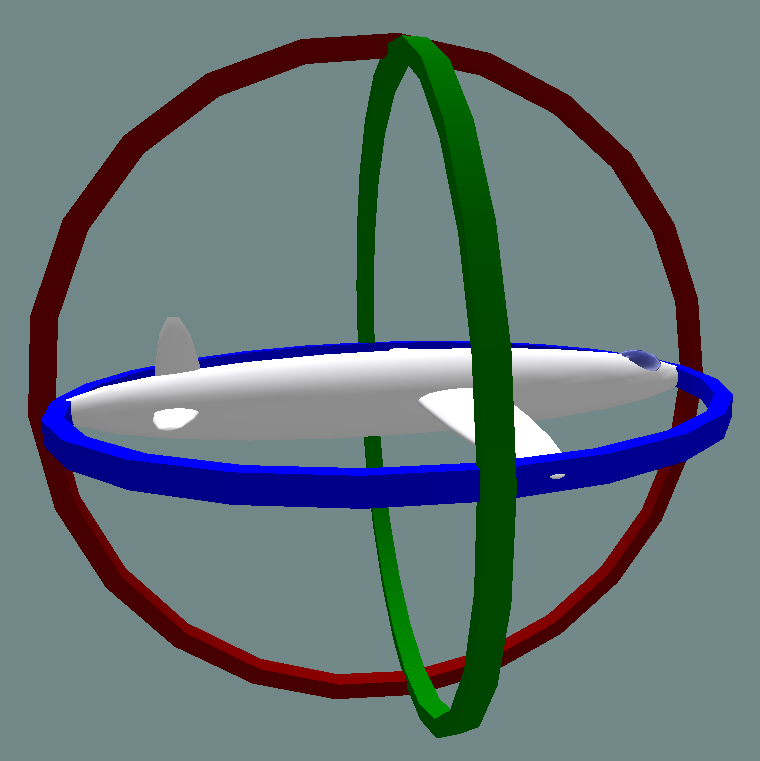
الوضع الطبيعي: المحاور الثلاثة مستقلة

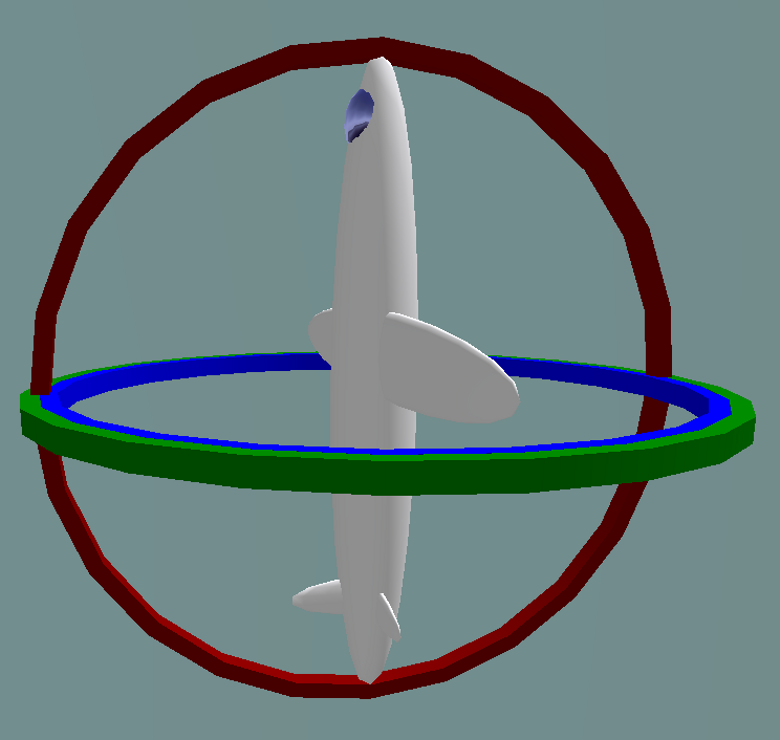
حبس المحورانية: اثنان من ثلاثة محاور يستويان (فى نفس السطح)،وتُفقَد درجة حرية واحدة

النظر في حالة وجود منصة الاستشعار مستوى على طائرة تحلق شمال المقرر مع ثلاثة محاور انحراف عمودي متبادل (أي لفة، في الملعب وياو زوايا كل صفر). إذا ارتفعت درجة حرارة الطائرة بمقدار 90 درجة، فإن محور الانعراج للطائرة والمنصة يصبح موازيًا لمحور الدوران، ولا يمكن تعويض التغييرات حول الانحراف.

### حلول
يمكن التغلب على هذه المشكلة عن طريق استخدام محور رابع، يتم تشغيله فعلياً بواسطة محرك وذلك للحفاظ على زاوية كبيرة بين محورى الدوران والانعراج.هناك حل آخر وهو بتدوير محور أو أكثر إلى وضع اعتباطى عند اكتشاف«حبس المحورانية» وبالتالي إعادة ضبط الجهاز.

### في أبولو 11
حدث «حبس المحورانية» معروف في مهمة أبولو 11 إلى القمر. في هذه المركبة الفضائية تم استخدام المحورانية في وحدة قياس القصور الذاتي (IMU) . كان المهندسون على دراية بمشكلة «حبس المحورانية» لكنهم رفضوا استخدام محوراً رابعاً. تتضح بعض الأسباب الكامنة وراء هذا القرار من الاقتباس التالي:
لقد فضلوا حلاً بديلاً باستخدام مؤشر يتم تشغيله عند الاقتراب من 85 درجة.

### علم الروبوتات

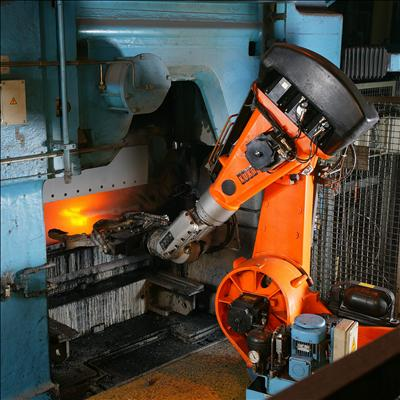
روبوتٌ صناعيٌّ يعملُ فِي مسبكٍ.

في مجال الروبوتات، يُشار إلى«حبس المحورانية» عادةً باسم «قلب المعصم»، نظرًا لاستخدام «معصم ثلاثي اللفافات» في الأذرع الآليَّة، حيث تتحكم ثلاثة محاور للمعصم في الانعراج والانحدار والدوران وجميعها تمر عبر نقطة مشتركة.

## في الرياضيات التطبيقية
تظهر مشكلة «حبس المحورانية» عند استخدام زوايا أويلر في الرياضيات التطبيقية؛ يجب على مطوري البرامج الحاسوبية ثلاثية الأبعاد، مثل النمذجة ثلاثية الأبعاد وأنظمة الملاحة المضمنة وألعاب الفيديو أن يحرصوا على تجنب تلك المشكلة.

### فقدان درجة من الحرية مع زوايا أويلر
يمكن تمثيل الدوران في الفضاء ثلاثي الأبعاد رياضياً (عددياً) باستخدام المصفوفات بعدة طرق. أحدها هو:
{\displaystyle {\begin{aligned}R&={\begin{bmatrix}1&0&0\\0&\cos \alpha &-\sin \alpha \\0&\sin \alpha &\cos \alpha \end{bmatrix}}{\begin{bmatrix}\cos \beta &0&\sin \beta \\0&1&0\\-\sin \beta &0&\cos \beta \end{bmatrix}}{\begin{bmatrix}\cos \gamma &-\sin \gamma &0\\\sin \gamma &\cos \gamma &0\\0&0&1\end{bmatrix}}\end{aligned}}}
مثال يستحق النظر حيث يحدث عندما {\displaystyle \beta ={\tfrac {\pi }{2}}} . مع العلم أن {\displaystyle \cos {\tfrac {\pi }{2}}=0} و {\displaystyle \sin {\tfrac {\pi }{2}}=1} ، يصبح التعبير أعلاه مساويًا لـ:
{\displaystyle {\begin{aligned}R&={\begin{bmatrix}1&0&0\\0&\cos \alpha &-\sin \alpha \\0&\sin \alpha &\cos \alpha \end{bmatrix}}{\begin{bmatrix}0&0&1\\0&1&0\\-1&0&0\end{bmatrix}}{\begin{bmatrix}\cos \gamma &-\sin \gamma &0\\\sin \gamma &\cos \gamma &0\\0&0&1\end{bmatrix}}\end{aligned}}}
تنفيذ عملية ضرب المصفوفات:
{\displaystyle {\begin{aligned}R&={\begin{bmatrix}0&0&1\\\sin \alpha &\cos \alpha &0\\-\cos \alpha &\sin \alpha &0\end{bmatrix}}{\begin{bmatrix}\cos \gamma &-\sin \gamma &0\\\sin \gamma &\cos \gamma &0\\0&0&1\end{bmatrix}}&={\begin{bmatrix}0&0&1\\\sin \alpha \cos \gamma +\cos \alpha \sin \gamma &-\sin \alpha \sin \gamma +\cos \alpha \cos \gamma &0\\-\cos \alpha \cos \gamma +\sin \alpha \sin \gamma &\cos \alpha \sin \gamma +\sin \alpha \cos \gamma &0\end{bmatrix}}\end{aligned}}}
وأخيرًا باستخدام صيغ حساب المثلثات:
{\displaystyle {\begin{aligned}R&={\begin{bmatrix}0&0&1\\\sin(\alpha +\gamma )&\cos(\alpha +\gamma )&0\\-\cos(\alpha +\gamma )&\sin(\alpha +\gamma )&0\end{bmatrix}}\end{aligned}}}

## روابط خارجية
روابط شرح بالإنجليزية:
- Gimble Lock - Explained
- Euler (gimbal lock) Explained
- Gimbal Lock - Explained at YouTube
- Gimbal Lock in 30 Seconds at YouTube
- Choose Rotation Order and Gimbal Lock | Blender 2.8x